# Phorinia humilis
Phorinia humilis är en tvåvingeart som först beskrevs av Jean-Baptiste Robineau-Desvoidy 1863.  Phorinia humilis ingår i släktet Phorinia och familjen parasitflugor.
Artens utbredningsområde är Frankrike. Inga underarter finns listade i Catalogue of Life.